# Dialecticopteryx quadrata
Dialecticopteryx quadrata är en insektsart som beskrevs av Irena Dworakowska 1980. Dialecticopteryx quadrata ingår i släktet Dialecticopteryx och familjen dvärgstritar. Inga underarter finns listade i Catalogue of Life.